# 日本電信電話公社
日本電信電話公社（にっぽんでんしんでんわこうしゃ、英語: Nippon Telegraph and Telephone Public Corporation）は、かつて電気通信事業を営んでいた公共企業体、日本電信電話公社関係法令による公法上の法人である。通称は電電公社（でんでんこうしゃ）で、英文略称はNTT。日本電信電話株式会社（現・NTT株式会社、NTTグループ）の前身である。
往年の三公社五現業の三公社のひとつ。

## 事業内容および推移
第三条　公社は、公衆電気通信業務及びこれに附帯する業務その他第一条に規定する目的を達成するために必要な業務を行う。
—日本電信電話公社法
事業内容は日本電信電話公社法3条により「公衆電気通信業務及び付帯業務」とされている。この業務は、電話サービス、電信サービス（電報・加入電信）、データ通信サービス、専用サービスに大別される。
電話サービス
電話サービスの拡充を図ることを目標とし、1953年度以降、電信電話拡充改良5ヵ年計画を実施。この計画は、「加入電話の積滞解消」「全国自動即時化」を2大目標とし第5次5ヵ年計画において、需要充足率91%とほぼ達成された。さらに1978年（昭和53年）から1982年6次計画を実施した。
電信サービス
電話サービスの普及に伴い、電報サービスは1963年（昭和38年）をピークに需要減少傾向となった。加入電信サービス（テレックス）は、企業の情報取得の担い手として順調な伸びを示したが、ファクシミリ端末の普及等に伴い需要減少傾向となった。
データ通信サービス
1971年（昭和46年）の公衆電気通信法の改正により、専用データサービス（特定企業体等の需要に応じる）、専用データ通信サービス（特定企業体等の需要に応じる）、加入データ通信サービス（不特定多数の需要に応じる）とし法定業務として制度化された。
専用サービス
高速模写伝送、映像伝送といった伝送内容の形態の多様化、情報の多様化により、需要拡大傾向となった。

### 公衆電気通信役務
同公社が業務としていた公衆電気通信は、1953年8月1日施行された公衆電気通信法により『日本電信電話公社及び国際電信電話株式会社が役務とすること』が自明のものとして定義されていた。

第一条 この法律は、日本電信電話公社及び国際電信電話株式会社が迅速且つ確実な公衆電気通信役務を合理的な料金で、あまねく、且つ、公平に提供することを図ることによつて、公共の福祉を増進することを目的とする。
第二条 この法律及びこの法律に基く命令の規定の解釈に関しては、左の定義に従うものとする。
一 電気通信　有線、無線その他の電磁的方式により、符号、音響又は影像を送り、伝え、又は受けること。
二 電気通信設備　電気通信を行うための機械、器具、線路その他の電気的設備
三 公衆電気通信役務　電気通信設備を用いて他人の通信を媒介し、その他電気通信設備を他人の通信の用に供すること。
四 公衆電気通信設備　もつばら公衆電気通信役務を提供するための電気通信設備
五 公衆電気通信業務　公衆電気通信役務を提供する業務
—公衆電気通信法
公衆電気通信役務を“電気通信設備を用いて他人の通信を媒介し、その他電気通信設備を他人の通信の用に供すること”と定義したうえで、電報の種類、電話の種類のほか、料金そのものも条文中で定められていた。

## 略称・スローガン
電電公社の英文略称はNTT（Nippon Telegraph and Telephone Public Corporation）である。「NTT」と言う呼称は民営化の時に作られたものではなく、公社時代から既に使われていた。なお、現在のNTTのロゴマークなどは民営化時に作られた。民営化以前の1980年代前半に「NTT」と言う略称がCMで使われていたことがある。それと同時期に、「もっとわかりあえる、明日へ。」（それ以前は「電話のむこうは、どんな顔」）のスローガンが広告媒体で使われていた。

## 歴史

### 明治から第二次世界大戦中の電信・電話事業
1868年（明治元年）、官営に依る電信事業が廟議決定され、翌1869年（明治2年）に東京と横浜間で電信サービスが開始された。その後、1876年（明治9年）にベルにより電話機が発明され、翌1877年（明治10年）に工部省が電話機を輸入して実験を行い電話機の国産化に着手した。
1890年（明治23年）、逓信省により東京市、横浜市、および東京市と横浜市間において、電話交換サービスが開始され、電信・電話は同省の下で運営管理されることになった。
1943年（昭和18年）、第二次世界大戦中に逓信省と鉄道省を統合し、運輸通信省が設置され、電信・電話の事業は運輸通信省の外局である通信院が所管する事になった。その後、1945年（昭和20年）、運輸通信省の外局であった通信院は、内閣所属部局として逓信院となった。

### 第二次世界大戦後の電信・電話事業
第二次世界大戦後の戦災による電信・電話設備の復興を目指して電気通信事業体制の再編が行われた。敗戦直後の1946年（昭和21年）に逓信院を廃止し逓信省に格上された。
翌1947年（昭和22年）には、国際無線・有線電信・電話設備の建設と保守を事業とした国際電気通信株式会社がGHQの財閥解体指示により解散され、逓信省に同社の国際通信設備と人員が移管された。これにより、逓信省は、国内国際電信電話事業と設備を所管するに至った。
1949年（昭和24年）、逓信省は郵政省と電気通信省に分割され、国内国際電信電話事業とその設備は電気通信省が所管することとなった。

### 日本電信電話公社の設立

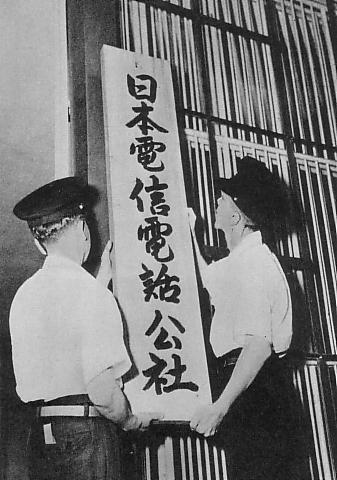
日本電信電話公社の設立

その後の電信電話業務の拡大と電気・通信事業の企業的効率性の導入による更なる公共の福祉に役立つ運用を行うため、1952年（昭和27年）に日本電信電話公社法に基づく特殊法人として、日本電信電話公社が電気通信省を移行する形で設立された。
設立の審議の過程において、国際電話業務を分離し特殊会社とする案もあったが電気通信大臣であった佐藤栄作が、「過去の例で国際電信電話に関し設備保有の会社があったが、電気通信省の管理者としては積極的な検討はしておらず、今日のところは国家的な使命を達成する意味において公共企業体の程度には是非とどめておきたいので、公共企業体移行への準備を進めている。」と述べ、国際電話の別会社化について審議を併行し続ける形で、同公社が国内と国際の電信・電話業務を所管することとなった。
資本金は、電気通信事業特別会計の資産と負債の差額（182億円余り）とされ、全額政府の出資金とされた。その後、沖縄が日本に返還された1972年（昭和47年）に琉球電信電話公社の資本金（6.1億円）が追加し出資された。
また、国際電信電話業務は、同公社設立の翌年1953年（昭和28年）に、国際電信電話株式会社法に依る特殊会社として設立された国際電信電話株式会社（現：KDDI）に移管される事になった。
1968年（昭和43年）にポケベルサービスが開始され、これがNTTドコモ創業の前身となり、1979年（昭和54年）に世界初の自動車電話サービスが開始された。

### 通信の自由化と日本電信電話公社の民営化
1985年（昭和60年）に公衆電気通信法は電気通信事業法に改正された。これにより、同公社の民営化と、電気通信事業への新規参入、および電話機や回線利用制度の自由化（端末の自由化・通信自由化）が認められた。同公社の民営化までは、国内の通信（電報、専用線など）、通話（電話）業務を単独で行ってきた。
これに伴い、1987年（昭和62年）に第二電電、日本テレコム、日本高速通信の3社が長距離電話サービスに参入した。電話事業の独占的環境にあった量的拡大の時代は、競争環境下における質的高度化の時代というステージに移行した。
なお、民営化の際、「地方では電話局が廃止・無人化されるのではないか」、「過疎地で電話が利用できなくなるのではないか」といった反対意見が出されたが、賛成派は「根拠のない批判だ」と一笑に付すことで民営化路線を進めていった。

## 財務及び会計
電電公社は事業年度毎に、予算を郵政大臣に提出し、閣議決定・国会の議決を経て政府から成立の通知を受けた。また決算期につき財務諸表の承認を受けた。一方、資金の借入のほか、政府保証債である電信電話債券（でんでん債。電話加入権ではない）の発行を行い、政府の貸付や債券引受、国庫余裕金の一時使用、更には外貨債務に掛かる債務保証が認められた。

### 予算の枠組
予算の手続き
事業計画、資金計画、その他参考資料をまず郵政大臣に提出する。郵政大臣は大蔵大臣と協議の上調整を行い、閣議決定を図り、政府関係機関予算のひとつとして国の予算とともに、内閣によって国会に提出される。国会の議決予算に基づいて、4半期ごとに資金計画を行い、郵政大臣、大蔵大臣、会計検査院に提出する。大蔵大臣は、資金計画に対し上限を設定することが出来た。
損益勘定
事業収入は、電信収入、専用収入、雑収入よりなる。支出勘定は、人件費、営業費、保守費、利子及債務取扱諸費等よりなる事業支出を算定し、収支差額は、債務償還、建設等の財源と資本勘定に繰り入れられる。
資本勘定
収入としては、内部資金としての損益勘定、外部資金として設備料、電信電話債権、借入れ金がある。1965年（昭和40年）予算では、内部資金54：外部資金46であった。1978年予算では、内部資金62：外部資金38と内部資金による調達が増大している。このような形で調達された資金は、債権及び借入金等償還や、国際電信電話株式会社の株式保有、宇宙開発事業団への出資や、建設財源として建設勘定へ繰り入れられている。

## 組織

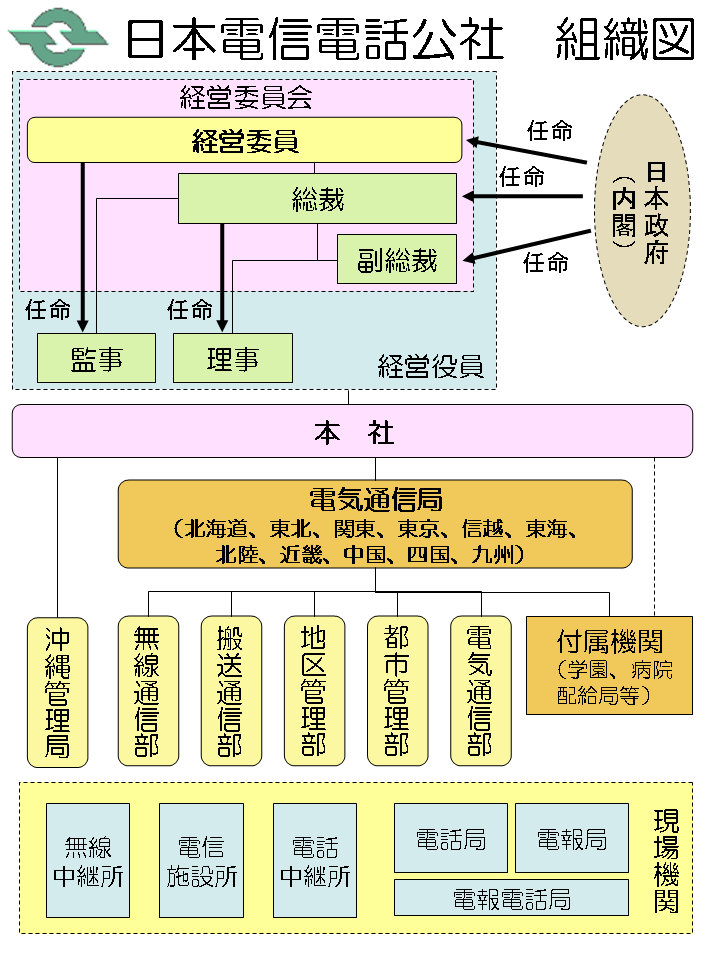
電電公社組織概要図

電電公社の経営は経営委員会の下に、総裁、副総裁、理事、監事のメンバーで行われていた。
経営委員会
電電公社が行う予算や事業計画策定など重要事項を決定する機関であった。メンバーは議会の承認を得て内閣によって任命され、無報酬とされていた。任期は4年。
総裁
経営委員会の同意を経て、内閣が任命をした。電電公社の業務執行と経営責任を課せられていた。国会（逓信委員会など）で、公社における業務説明、報告などを行う義務もあった。任期は4年。
副総裁
経営委員会の同意を経て、内閣が任命をした。任期は、総裁と同じ4年。総裁の職務を補佐することが課せられていた。しかし、総裁に任命権はなく、しばしば人事問題がおきた。初代総裁であった梶井剛は、職務上、直接任命が出来る技師長（技術部門のトップ）を副総裁と同格にしようとしたが失脚した。
理事
総裁・副総裁補佐役だった。実質的には、それぞれの部局における職長（局長）が務めた。メンバーは5人 - 10人で、総裁が任命した。任期は2年。
監事
監査役をかねており、経営委員会により任命された。任期は3年。

### 歴代の総裁・副総裁

#### 総裁
| 代数 | 氏名     | 在任                  | 備考                              |
| ---- | -------- | --------------------- | --------------------------------- |
| 初代 | 梶井剛   | 1952年8月 - 1958年9月 | 工学博士、元NEC社長               |
| 2代  | 大橋八郎 | 1958年9月 - 1965年4月 | 元逓信次官、元NHK会長             |
| 3代  | 米沢滋   | 1965年4月 - 1977年1月 | 工学博士                          |
| 4代  | 秋草篤二 | 1977年1月 - 1981年1月 |                                   |
| 5代  | 真藤恒   | 1981年1月 - 1985年3月 | IHI（当時の石川島播磨重工業）出身 |

#### 副総裁
| 代数 | 氏名     | 在任                  | 備考                              |
| ---- | -------- | --------------------- | --------------------------------- |
| 初代 | 靭勉     | 1952年8月 - 1958年9月 | 後、国際電信電話（KDD）社長に就任 |
| 2代  | 横田信夫 | 1958年9月 - 1962年9月 | 電気通信省（経理局長）出身        |
| 3代  | 米沢滋   | 1962年9月 - 1965年4月 |                                   |
| 4代  | 秋草篤二 | 1965年4月 - 1977年1月 |                                   |
| 5代  | 北原安定 | 1977年1月 - 1985年3月 | 後、NTT副社長                     |

### 電信電話拡充改良5ヵ年計画
- 第一次5ヵ年計画: 1953年（昭和28年）度 - 1957年（昭和32年）度
  - 戦災により壊滅的となった電信電話設備の普及、加入電話の架設促進、市外通話や電報サービスの改善
- 第二次5ヵ年計画: 1958年（昭和33年）度 - 1962年（昭和37年）度
  - 全国番号計画および電話網基本計画の樹立、事務用電話の需給改善、農村等における地域集団や農村公衆電話の普及、近接都市間の市外通話の即時化
- 第三次5ヵ年計画: 1963年（昭和38年）度 - 1967年（昭和42年）度
  - 都市と地方間の電話需給の是正、県庁所在地相互間の市外通話ダイヤル化、農村等における農集電話の普及、合併市町村の電話サービス改善
- 第四次5ヵ年計画: 1968年（昭和43年）度 - 1972年（昭和47年）度
  - 市外通話のダイヤル化、データ通信サービス等の新サービス開発、災害特別対策のための市外交換機の分散設置等、その他新規サービス（自動車電話、キャッチホンなど）開発
- 第五次5ヵ年計画: 1973年（昭和48年）度 - 1977年（昭和52年）度
  - 全国規模で加入電話の積滞解消、広域時分制度の実施、データ通信（キャプテンシステム）サービスの開発、電報制度の近代化
- 第六次5ヵ年計画: 1978年（昭和53年）度 - 1982年（昭和57年）度
  - 画像通信（テレビ電話）サービス提供、光ファイバー・高度情報通信システム（INS）の開発

### 概略
- 1949年（昭和24年） - 逓信省が廃止され電気通信省と郵政省に分離。業務承継。
- 1952年（昭和27年） - 電気通信省が廃止され日本電信電話公社設立。業務承継。
- 1953年（昭和28年） - 国際電信電話業務を国際電信電話株式会社に移管。第一次5ヵ年計画開始。
- 1955年（昭和30年） - ケロッグ社製クロスバ交換機を設置（高崎局、倉賀野局、安中局）
- 1956年（昭和31年） - 国産C41型LSクロスバ交換機、C51型TLSクロスバ交換機導入。東京-大阪間で加入電信サービス（テレックス）開始。
- 1957年（昭和32年） - 近畿日本鉄道の特急で列車公衆電話サービス開始。
- 1958年（昭和33年） - 第二次5ヵ年計画開始。
- 1960年（昭和35年） - C81形市外中継クロスバ交換機（大局用標準形）の導入。日本国有鉄道の特急こだま・つばめで列車公衆電話サービス開始。
- 1962年（昭和37年） - 600形電話機導入。
- 1963年（昭和38年） - 第三次5ヵ年計画開始。
- 1964年（昭和39年） - 東海道新幹線列車公衆電話サービス開始。
- 1965年（昭和40年） - 東京と全国道府県間の自動即時化完了。
- 1966年（昭和41年） - C400形（LS/TLS）クロスバ交換機導入。
- 1967年（昭和42年） - 全国県庁所在地相互間の自動即時化完了。
- 1968年（昭和43年） - 第四次5ヵ年計画開始。東京23区内でポケットベルサービス開始。全国地方銀行協会データ通信システムのサービス開始。
- 1969年（昭和44年） - プッシュ式電話機導入。短縮ダイヤルサービス開始。DEX-2電子交換機導入（牛込局）。
- 1970年（昭和45年） - 日本万国博覧会でテレビ電話およびコードレス電話試用。販売在庫サービス（DRESS）開始。
- 1971年（昭和46年） - 科学技術計算サービス（DEMOS）開始。
- 1972年（昭和47年） - D10形（LS/TLS）電子交換機導入。
- 1973年（昭和48年） - 第五次5ヵ年計画開始。ファクシミリ端末販売開始。
- 1978年（昭和53年） - 第六次5ヵ年計画開始。加入電話の積滞解消。
- 1979年（昭和54年） - 電話の全国自動即時化完了。自動内航船舶電話サービス開始。東京都23区内で自動車電話サービス開始。DDX網（回線交換）のサービス開始。 電子式PBX（EP20形）の販売開始。
- 1980年（昭和55年） - DDX網（パケット交換）のサービス開始。
- 1981年（昭和56年） - ファクシミリ通信網サービス開始。
- 1982年（昭和57年） - 硬貨併用テレホンカード公衆電話の設置開始。
- 1983年（昭和58年） - 特仕D70形デジタル交換機の導入。
- 1984年（昭和59年） - 宅内設置形テレビ会議システム販売開始。武蔵野、三鷹地区でINSモデルシステム実験開始。高速ディジタル伝送サービスおよび衛星通信サービス開始。キャプテンシステム、ビデオテックス通信サービス開始。
- 1985年（昭和60年） - ショルダホンサービス開始。フリーダイヤルサービス開始。D70形ディジタル交換機の導入。電気通信事業への参入、端末設備の自由化。日本電信電話公社廃止され日本電信電話株式会社設立。業務承継。

## その他

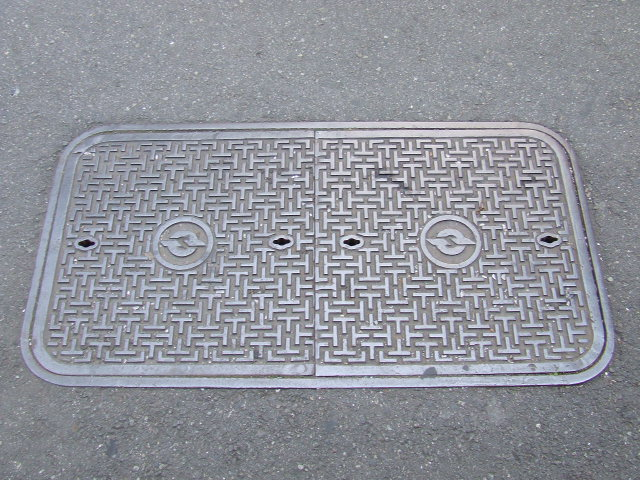
電電公社の公社章が入ったマンホール蓋

電電公社の公式マーク（公社章）は、電気通信省の記章をそのまま使用しており、由来は電報（Telegraph）と電話（Telephone）の頭文字である2つの「T」で円を作り、中央の空白部でサービス（Service）の頭文字である「S」を表すデザインであった。国土地理院制定の電話局の地図記号にも使われたが、民営化翌年の1986年（昭和61年）に廃止された。なお地図記号は今日まで引き続き使われている。
後身の特殊会社NTT他NTTグループは社章を新しく制定し、この公社章は廃止されたマークとなったため、機器等に標示されたそれも更新と同時に逐次置き換わっていったが、それでも21世紀に入った後もマンホールの蓋など耐久性の高い物品にはこの公社章の入ったものを見かけることがある（右写真は一例）。
電電公社は女性技術者が多数在籍する特色があった。1960年代には技術者の補充が困難となってきたことから、1965年には女性の離職防止対策として育児休職制度（最大3年間）を試験導入。その後、3年間で約1700人の利用者があったことから、1968年5月から本格導入した。

## 関連施設
以下の病院は元々旧逓信省の下で発足し、同省が2分省化された際に旧電気通信省に属した事から、公社化後には電電公社の付属施設となったものである。ただし、一部の病院に関しては電気通信省または公社発足後に設立されたものもあるが、名称は他の病院と同様に「逓信病院」を名乗っていた。
これらの病院は、民営化後に日本電信電話→NTT東日本・NTT西日本が運営する企業立病院となるが、のちに大半が廃止され、現在は下記の関連施設となっている。

### 民営化後にNTT病院となり現在もNTTグループが運営する病院
- 札幌逓信病院（現・NTT東日本札幌病院）
- 関東逓信病院（現・NTT東日本関東病院）
- 伊豆逓信病院（現・NTT東日本伊豆病院）

### 民営化後に売却された病院
- 東北逓信病院（現・東北医科薬科大学若林病院）
- 長野逓信病院（現・朝日ながの病院）
- 東海逓信病院（現・大須病院）
- 金沢逓信病院（現・恵寿金沢病院）
- 大阪逓信病院（現・第二大阪警察病院→大阪けいさつ病院と統合、建物は解体済）
- 京都南逓信病院（現・洛和会東寺南病院）
- 高松逓信病院（現・オリーブ高松メディカルクリニック）[4]
- 松山逓信病院（現・松山まどんな病院）
- 長崎逓信病院（のちに長崎あじさい病院→系列病院と統合により閉鎖）
- 熊本逓信病院（のちにくまもと森都総合病院→移転により解体済、跡地には熊本整形外科病院が所在）

## スポンサー番組
一社提供
- ミームいろいろ夢の旅（TBS系）1985年4月から同年9月の番組終了までは、NTTの1社提供番組として放送。
- この他、東海テレビの「東海フラッシュニュース」（金曜日及び日曜日20:54～21:00）や、北海道放送（HBCテレビ）の天気予報（月曜～金曜22:54～23:00）など、ローカル放送でのニュースや天気予報を中心に提供していた。

複数社提供
- オーケストラがやってきた（TBS系）
- 驚異の世界（日本テレビ系）※PT扱い
- 銭形平次（フジテレビ系）※同上
- 土曜ワイド劇場（テレビ朝日系）※同上